# В'єтнамський національний університет (Ханой)
В'єтнамський національний університет у Ханої (в'єт. Đại học Quốc gia Hà Nội , ĐHQGHN) — державний дослідницький університет в Ханої (В'єтнам). В університетську систему входять 10 університетів і факультетів. Він є одним із двох національних університетів В'єтнаму — іншим є В'єтнамський національний університет міста Хошимін .
У рейтингу QS University Rankings 2020 він займав 201—250 місце в Азії. У 2020 році це був один із двох в'єтнамських університетів, які до 2021 року увійшли до глобального рейтингу QS Global Ranking 150 найкращих університетів віком до 50 років

## Історія

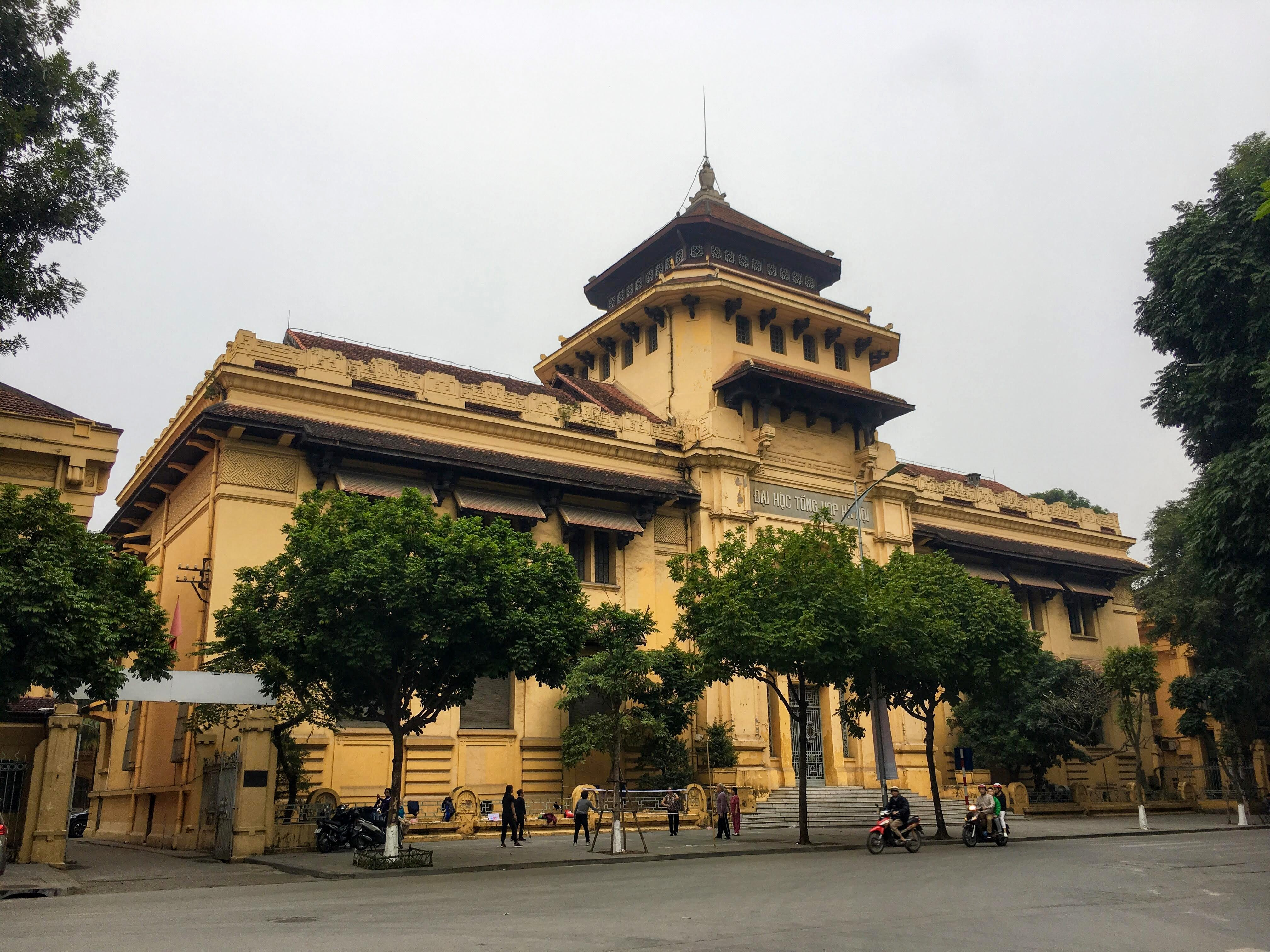
Основний кампус на вулиці Ле Тхань Тонг, спільно з Ханойським фармацевтичним університетом

У 1993 році В'єтнамський національний університет у Ханої (Đại học Quốc gia Hà Nội) був створений шляхом злиття Ханойського університету, Ханойського національного освітнього університету (HNUE) та Коледжу іноземних мов.
Заклад також володіє чотирма середніми школами, три з яких для обдарованих учнів з іноземних мов (спеціалізована школа іноземних мов), природничих наук (Середня школа для обдарованих учнів, Ханойський університет науки), соціальних наук (Середня школа для обдарованих учнів із соціальних наук і гуманітарних наук), а четверта школа (Вища школа педагогічних наук) застосовує в навчанні передові освітні технології; а також середня школа.
 